# Голицын, Михаил Андреевич (воевода)
Михаил Андреевич Голицын, князь  (1638/39—25 сентября (5 октября) 1687, Белгород) — комнатный стольник, рында, чашник, воевода и боярин во времена правления Алексея Михайловича, Фёдора Алексеевича и правительницы Софьи Алексеевны.
Основатель четвёртой ветви рода Голицыных (Михайловичи).
Младший сын боярина Андрея Андреевича Голицына (? — 1638) и Евфимии Юрьевны (? — 1641), дочери московского дворянина Юрия Григорьевича Пильемова и девицы Анастасии Алексеевны Писемской, дочери Алексея Андреевича Писемского. Имел братьев князей Василия, Ивана и Алексея Андреевичей.

## Биография
Родился в 1638/39 году. В раннем возрасте потерял отца и мать.
В 1655 году показан в стольниках, в марте, в Вязьме, указано ему ездить за Государём третьим есаулом в походе против польского короля. В апреле 1656 года комнатный стольник, на Пасху «наряжал вина» при государевом столе в Столовой палате, в мае ездил есаулом за Государём в походе из Москвы в Смоленск. В июне этого же года третий есаул в Государевом полку в походе из Смоленска под Ригу против шведского короля. В 1657—1660 годах исполнял обязанности стольника. В мае 1660 года второй чашник для подачи пития Государю во время приёма в Грановитой палате грузинского царевича Николая. В сентябре 1661 года рында с саадаком перед Государём, во время его поездки в Троице-Сергиев монастырь. В 1668 году назначен чашником. В 1672—1675 годах воевода в Смоленске. Пожалован в бояре 20 июня 1676 года. В 1676—1677 годах судья Судного Владимирского приказа. В 1678—1679 годах назначен киевским воеводой. В 1679 году попал в опалу и был даже лишен боярства, которое было ему возвращено в том же году. В 1682 году воевода в Пскове, а оттуда указано ему ехать в Новгород и быть там полковым и осадным воеводою. В 1683 году назначен первым судьёю в Палату расправных дел, в июле воевода в Белгородском полку. 30.01.1685 назначен начальником Белгородского разряда. Ему было велено «ведать Севского и Белгородского полков города и в них воевод и ратных людей». В 1685—1686 годах воевода в Курске, откуда по указу от 23.08.1686 перемещен в Белгород первым воеводою Большого полка Украинского разряда, расположенного по Белгородскому рубежу против крымских войск.
Скончался 25 сентября (5 октября) 1687 года в Белгороде. Похоронен в Москве в Богоявленском монастыре.

## Брак и дети

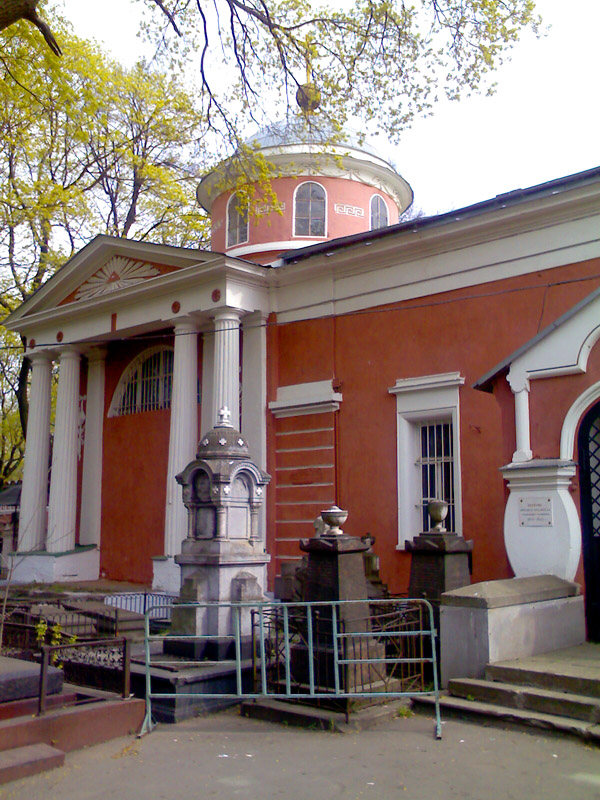
Михайловская церковь — усыпальница потомков Михаила Голицына в Донском монастыре

В 1663 году князь Голицын женился на Прасковье Никитичне Кафтыревой (1645—1715).
В браке родились:
- Дмитрий (1665—1737) — член Верховного тайного совета
- Мария Старшая (1673—1728)— супруга князя Алексея Петровича Хованского (1685—1735)
- Михаил Старший (1675—1730) — генерал-фельдмаршал.
- Мария Младшая (1676—?) — 2-я супруга князя Никиты Петровича Прозоровского
- Софья (1681—1703) — супруга князя Ивана Фёдоровича Барятинского (1689—1738)
- Пётр (1682—1722) — генерал-поручик, командир лейб-гвардии Семёновского полка (1709—1717).
- Михаил Младший (1684—1764) — генерал-адмирал.

## Личность
Князь Голицын, в отличие от других представителей древних родов, активно сотрудничал с иностранцами. Де Ла Невилль в своих «Записках о Московии» характеризовал его так: «это двоюродный брат великого Голицына; он имел столь большую склонность к иностранцам, что, уезжая на воеводство, он взял всех тех, кто хотел следовать за ним».